# Exercishuset, Göteborg

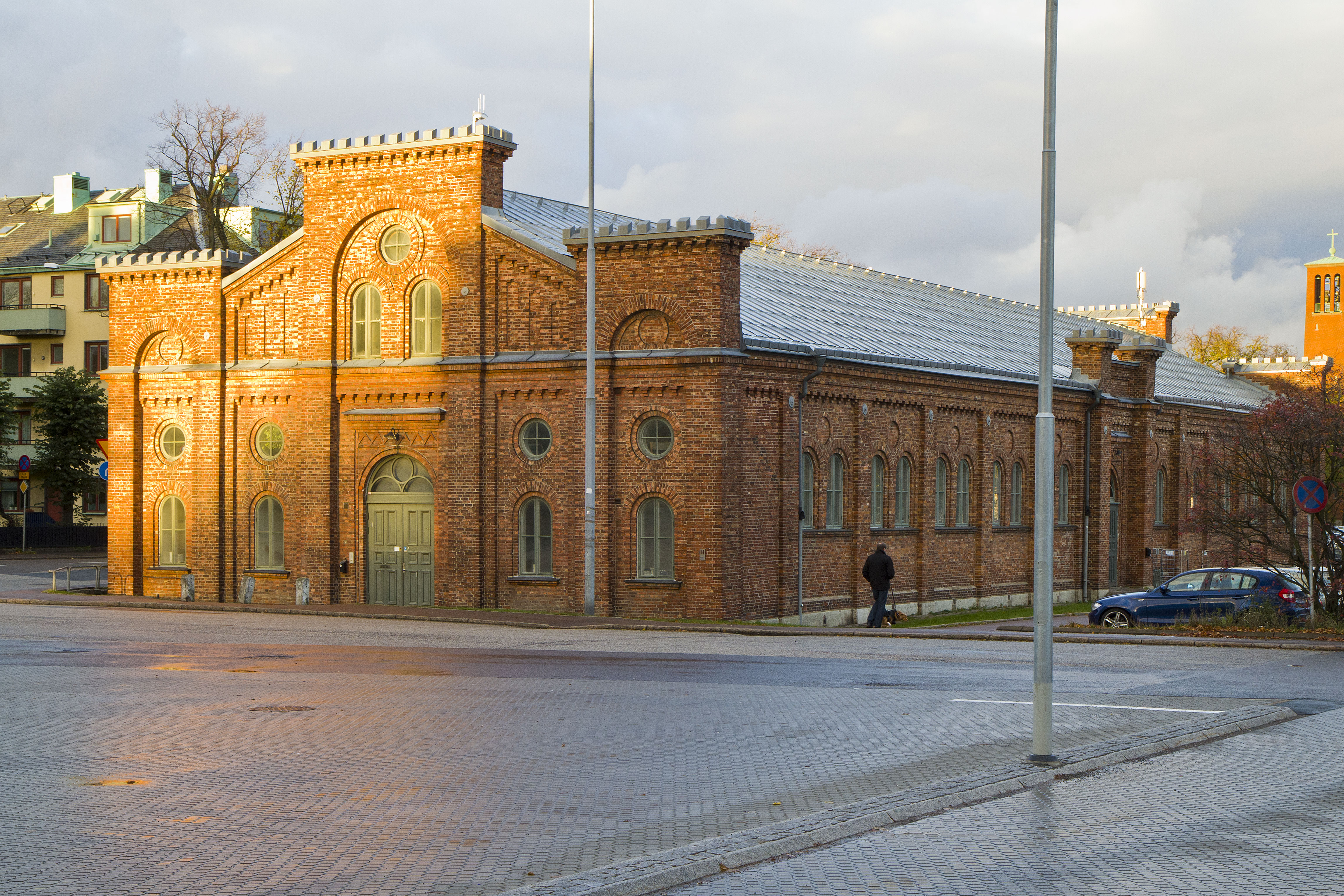
Exercishuset på Exercisheden, Göteborg

Exercishuset är en gymnastikbyggnad på Heden i Göteborg. Byggnaden fick sitt namn av den då intilliggande exercisheden för militära övningar. Detta anses vara stadens första mer organiserade engagemang för idrott och fysisk fostran.
I det nordöstra hörnet av Heden, vid Parkgatan, ligger Exercishuset (Göteborgs gymnastik- och exercisbyggnad), tidigare även kallat för Lindströmska gymnastikhuset efter grosshandlaren Julius Lindström som bekostade byggnaden och skänkte den till staden genom ett gåvobrev, tecknat den 29 december 1865. Gåvan skulle hedra minnet av Julius Lindströms far samt erinra om representationsreformens genomförande. Byggnaden ritades av arkitekten Frans Jacob Heilborn och stod klar den 8 december 1867. Huset skulle …”tjena till gymnastik- och exercislokal för folkskolornas ungdom samt för frivilliga skarpskyttecorpsen” samt fungera som samlingslokal vid större folkmöten och dylikt. Staden hade ansvaret för byggnadens underhåll och försäkring mot eldsvåda. Ursprungligen användes lokalerna mest av skarpskytterörelsen, ett slags frivilligkår eller civil landstorm för göteborgarna.
Exercishuset kom därefter att allt oftare användas som gymnastiklokal för folk- och realskolelever samt olika idrottsföreningar, de som mest sysslade med gymnastik. Senare blev Exercishuset även flitigt använt för olika inomhusidrotter, som handboll och korgboll, badminton och bordtennis, men även av boxare och brottare.  
Den mest uppseendeväckande händelsen var troligen då hela Exercishuset – under den svåra bostadsbristen efter det första världskriget – fick fungera som nödbostad. Med enkla träväggar delade man upp golvytan i ett stort antal ”enrumslägenheter”, utan tak.
Idag används lokalen bland annat för bordtennis, danskurser och historisk fäktning. Granne med Exercishuset låg en liten egendom som hette Katrinetorp, i dagligt tal Loppetorpet. Husen skulle rivas i samband med utställningen 1923, men vissa byggnader kunde dock räddas.